# Linhart VIII. Oldřich z Harrachu
Linhart VIII. Oldřich z Harrachu-Rohrau (německy Leonhard VIII. Ulrich von Harrach zu Rohrau, 1630 nebo 30. listopadu 1631 - 1689 nebo 1695) byl hrabě z Harrachu-Rohrau v Dolním Rakousku.

## Život

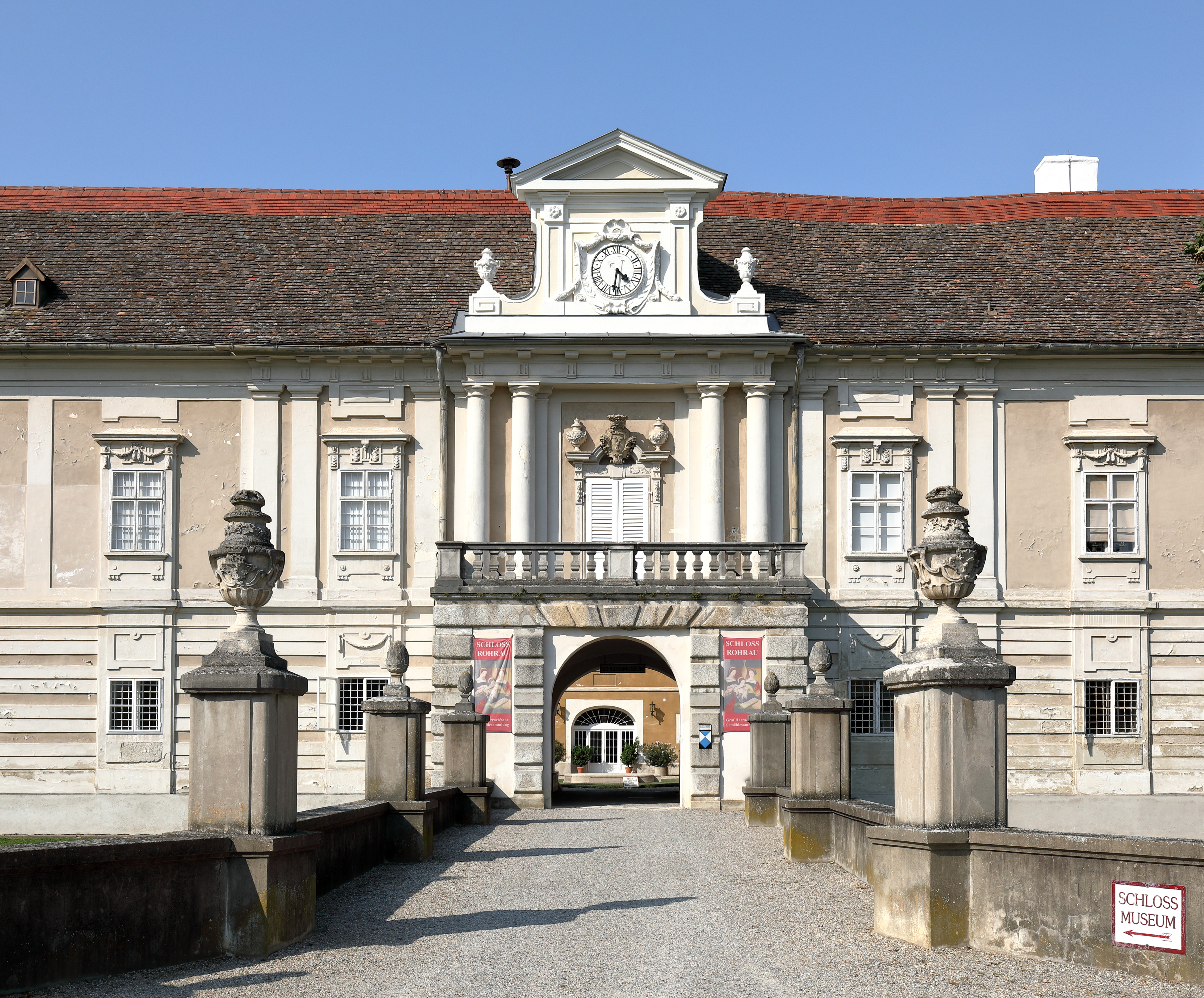
Zámek Rohrau v Dolním Rakousku

Byl synem hraběte Linharta VII. Karla z Harrachu-Rohrau (1594 – 1645) a jeho manželky hraběnky Marie Františky z Eggenbergu (1607–1679), dcery prince Jana Oldřicha z Eggenbergu, vévody krumlovského (1568–1634), I. ministra u dvora císaře Ferdinanda II. a Marie Sidonie z Tannhausenu († 1614).

### Manželství a rodina
Linhart Oldřich se 24. září 1651 oženil s Annou Eusebií ze Švamberka († 21. března/29. dubna 1659, Vídeň), dcerou Jana Viléma II. ze Švamberka († 6. června 1651) a hraběnky Johany Trčkové z Lípy († 5. října 1651). Toto manželství však zůstalo bezdětné.
1. května 1664 se oženil podruhé, s hraběnkou Marií Magdalenou Markétou z Oettingen-Wallersteinu (1633 – 7. září 1693), dcerou hraběte Arnošta II. z Oettingen-Wallersteinu (1594-1670) a hraběnky Marie Magdaleny Fuggerové z Kirchberg-Weissenhornu (1606 – 1670).  Meli 1 syna a 3 dcery:  
- Arnošt Antonín Václav z Harrachu-Rohrau (13. února 1665 – 11. března 1718), ženatý I. od 2. července 1691 s hraběnkou Marii Konstancií z Herbersteinu (30. listopadu 1670 – 12. října 1694), II. od 13. května 1695 s Marií Josefou z Giles (6. května 1673 – 31. května 1760, Vídeň). Manželé měli 12 dětí, dospělosti se však dožily pouze tři dcery.
- Marie Josefa Eleonora Eusebie z Harrachu-Rohrau (asi 1668 – 15. října 1729, Traunegg), provdaná poprvé 12. června 1680 za hraběte Maxmiliána z Rheinstein-Tatenbachu († 15. srpna 1698, Eberschwang), podruhé roku 1723 za Jana Gotfrýda Ferdinanda Kastnera ze Sigmundslustu
- Marie Františka z Harrachu-Rohrau (asi 1670 – 21. listopadu 1735), provdaná I. za hraběte Jana Maxmiliána z Herbersteinu, II. 20. srpna 1706 za Václava Felixe z Hallwillu († 15. dubna 1719)
- Marie Anna z Harrachu-Rohrau (*/† asi 1672)